# Tramin
Tramin an der Weinstraße ([traˈmiˑn]; italienisch Termeno sulla Strada del Vino) ist eine italienische Gemeinde mit 3380 Einwohnern (Stand 31. Dezember 2023) im Unterland in Südtirol.
Bekannt ist das Weindorf für Weine aus der Rebsorte Gewürztraminer und den traditionellen Egetmann-Umzug, der am Faschingsdienstag in ungeraden Jahren durchgeführt wird. Das an der Südtiroler Weinstraße gelegene Tramin ist wegen seines historischen Dorfkerns, des Weinbaus, der Nähe zum Kalterer See und der wöchentlichen Weinfeste im Sommer und Herbst ein beliebter Ferienort, traditionell vor allem für Gäste aus dem deutschsprachigen Ausland.

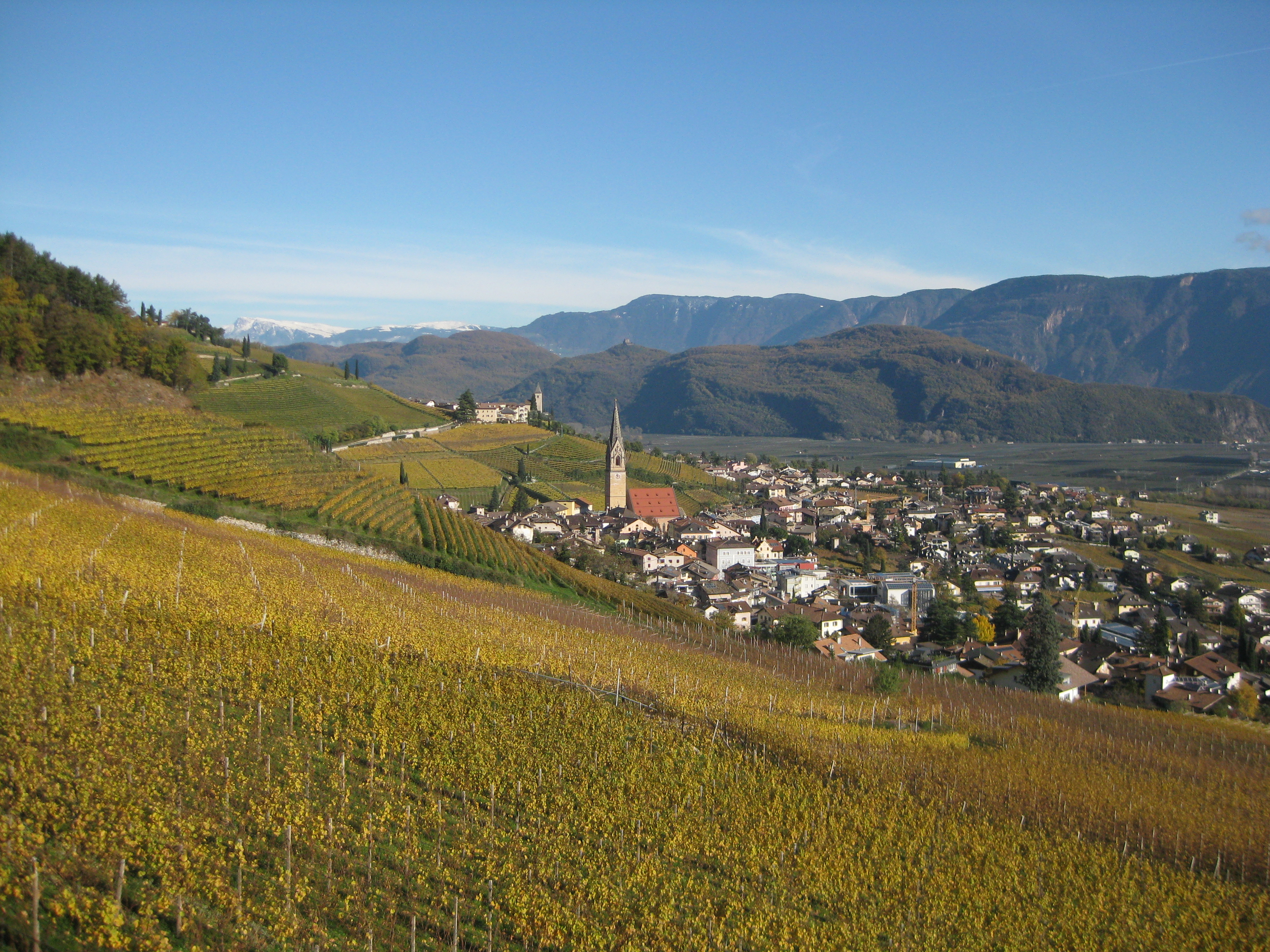
Das Dorfzentrum von Tramin mit Blickrichtung Nordosten

## Geografie
Die Gemeinde Tramin, insgesamt 18,61 km² groß, befindet sich im Unterland, einem Abschnitt des Etschtals im Süden Südtirols, auf der orografisch rechten (westlichen) Talseite. Nördlich von Tramin liegt der Kalterer See, hinter dem sich das Etschtal zur Hügellandschaft des Überetsch mit den Gemeinden Kaltern und Eppan anhebt; im Süden folgen als nächste Gemeinden auf der westlichen Talseite des Unterlands Kurtatsch und Margreid. Der Hauptort, Tramin (240–360 m s.l.m.), sowie die südlich davon gelegene Fraktion Rungg (290–320 m) erstrecken sich am sanft ansteigenden Hangfuß des Mendelkamms; die Fraktion Söll (400–750 m) nördlich des Hauptorts liegt auf einer etwas höher gelegenen Hangterrasse.
Unterhalb der Siedlungsflächen besitzt Tramin Anteile an der Unterländer Talsohle, die an die Nachbargemeinden Kurtatsch, Neumarkt, Montan, Auer, Pfatten und Kaltern grenzen. Mit einer territorialen Exklave reicht das Gemeindegebiet bis in die östliche Talhälfte und zur Etsch hinüber. Westlich über dem Unterland gewinnt der zur Nonsberggruppe gerechnete Mendelkamm rasch an Höhe. Tramin erreicht dort am Gipfel des Roen (2116 m), über den die Grenze zum Trentino verläuft, seinen höchsten Punkt.

## Name
Die Etymologie von Tramin liegt im Dunkeln, mögliche Deutungen gehen stark auseinander. Der Ortsname kann eventuell zu Termon im Nonstal und Tremosine am Gardasee gestellt werden, wo sich der belegte vorrömische Personenname Triumus als Anknüpfungspunkt anbietet.
Seit 1971 trägt die Gemeinde den werblichen Zusatz „an der Weinstraße“ im amtlichen Namen.

## Geschichte

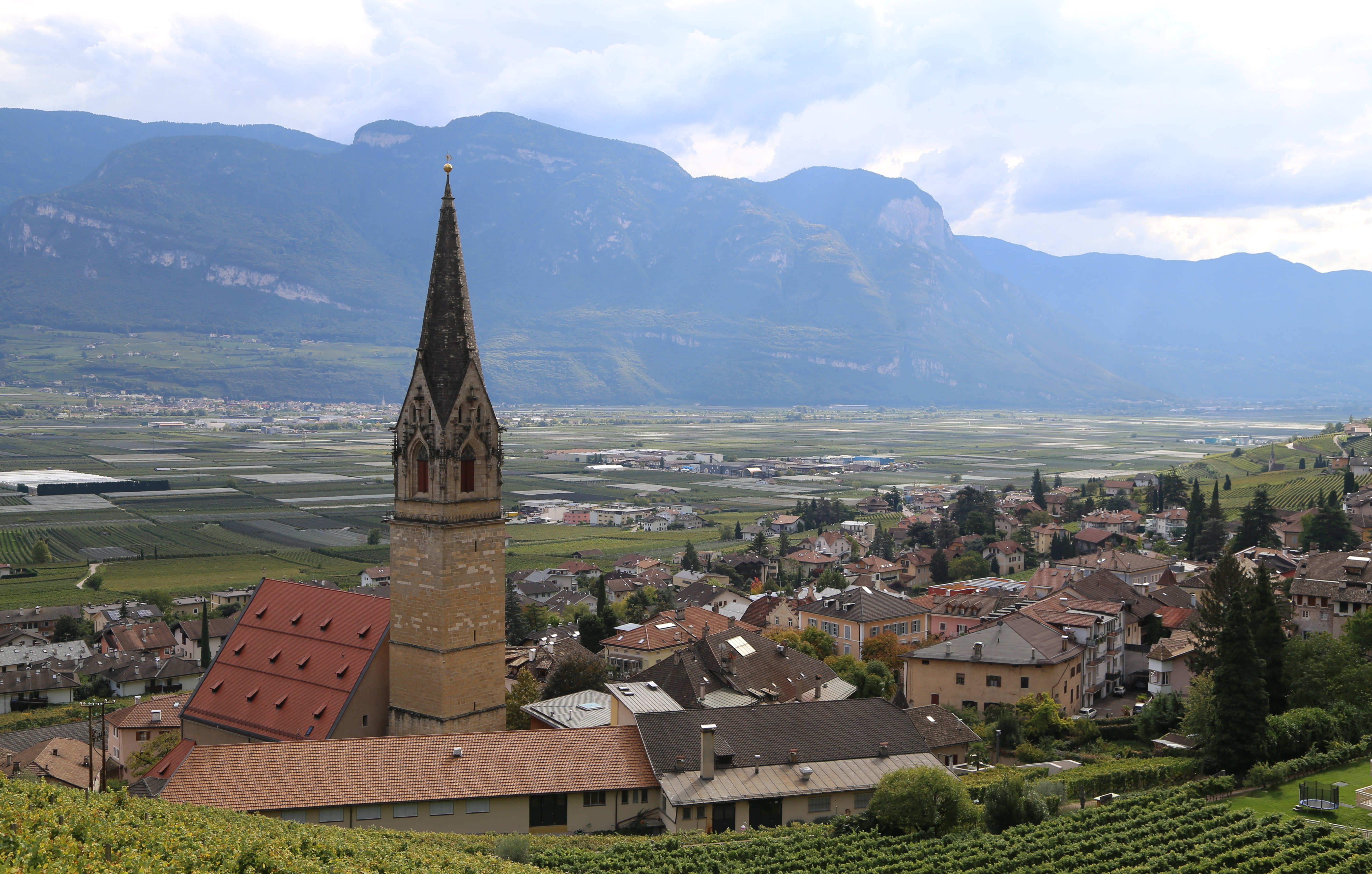
Pfarrkirche St. Quirikus und Julitta

Wegen der günstigen Ortslage von Tramin gibt es frühe Siedlungsspuren. Bei Rungg wurde im 19. Jahrhundert ein frühbronzezeitlicher Figurenmenhir entdeckt. Der sogenannte Vigiliusbrief berichtet vom Bau einer den Heiligen Quiricus und Julitta geweihten Kirche in der zweiten Hälfte des 9. Jahrhunderts und von deren Eingliederung in die Marienpfarrkirche Kaltern. Die urkundlich 1241 als „communitas Tremini“ bezeichnete Dorfgemeinschaft von Tramin erstreckte sich räumlich über das gesamte, bereits im Mittelalter hauptsächlich weinwirtschaftlich genutzte Gebiet von Penon, Graun, Kurtatsch, Entiklar und Söll. Als zweiter Gründer Tramins gilt der Trienter Fürstbischof Friedrich von Wangen, der die Ortssiedlung ausbauen, eine Burg auf dem Kastelaz-Hügel errichten und ein erbliches Weinbergrecht einführen ließ. Unter Graf Meinhard II. von Tirol kam es zu einem weiteren Siedlungsausbau. Erst 1777 tauschten die Trienter Bischöfe Tramin auch formell mit den Tiroler Landesfürsten. Diese lange Dauer unterstreicht die ursprünglich enge Bindung an das Hochstift Trient, die bereits im späten 13. Jahrhundert zur engen rechtlichen Anlehnung an die Stadt Trient geführt hatte; deren Immobiliarrecht wurde im Jahr 1297 in Tramin als „ius et consuetudo domorum mercatus Tridenti“ rezipiert. Ein eigenes Traminer Leiherecht ist noch 1467 als „der cappellen zu Tramynn recht und gewonnhait“ bezeugt.
Der florierende Weinhandel trug Tramin bereits 1451 die Qualifizierung als oppidum und marcht, also als bevorrechtete Marktsiedlung, ein; auch das aus dem 17. Jahrhundert stammende Ortswappen weist in diese Richtung. Eine eigene, von Kaltern losgelöste Seelsorge wurde erst 1414 erlangt, wobei jedoch bereits 1230 ein eigener Friedhof und 1328 ein Kirchpropst bezeugt ist; der von den gotischen Steinmetzen Hans Feur von Sterzing und Peter Ursel von Tramin errichtete hohe Kirchturm unterstreicht den Bedeutungsgewinn Tramins seit dem 15. Jahrhundert.
Tramin gehörte bis zum Ende des Ersten Weltkriegs zur Grafschaft Tirol und damit zu Österreich-Ungarn. Innerhalb Tirols war die Gemeinde dem Gerichtsbezirk Kaltern zugeordnet, der wiederum Teil des Bezirks Bozen war. Mit dem Vertrag von Saint-Germain kam Tramin 1920 zusammen mit dem Großteil Tirols südlich des Alpenhauptkamms zu Italien. Als 1927 auf diesen ehemals österreichischen Gebieten die beiden Provinzen Bozen und Trient entstanden, wurde Tramin wie einige andere umliegende Gemeinden der mehrheitlich italienischsprachigen Provinz Trient zugeschlagen. Erst 1948 wurde Tramin in die Provinz Bozen bzw. Südtirol eingegliedert.
Im Laufe des 20. Jahrhunderts wurde das Gemeindegebiet um zwei ehemals zu Kurtatsch gehörende Siedlungen bedeutend vergrößert: 1913 kam Söll zu Tramin, 1978 auch Rungg.

## Politik

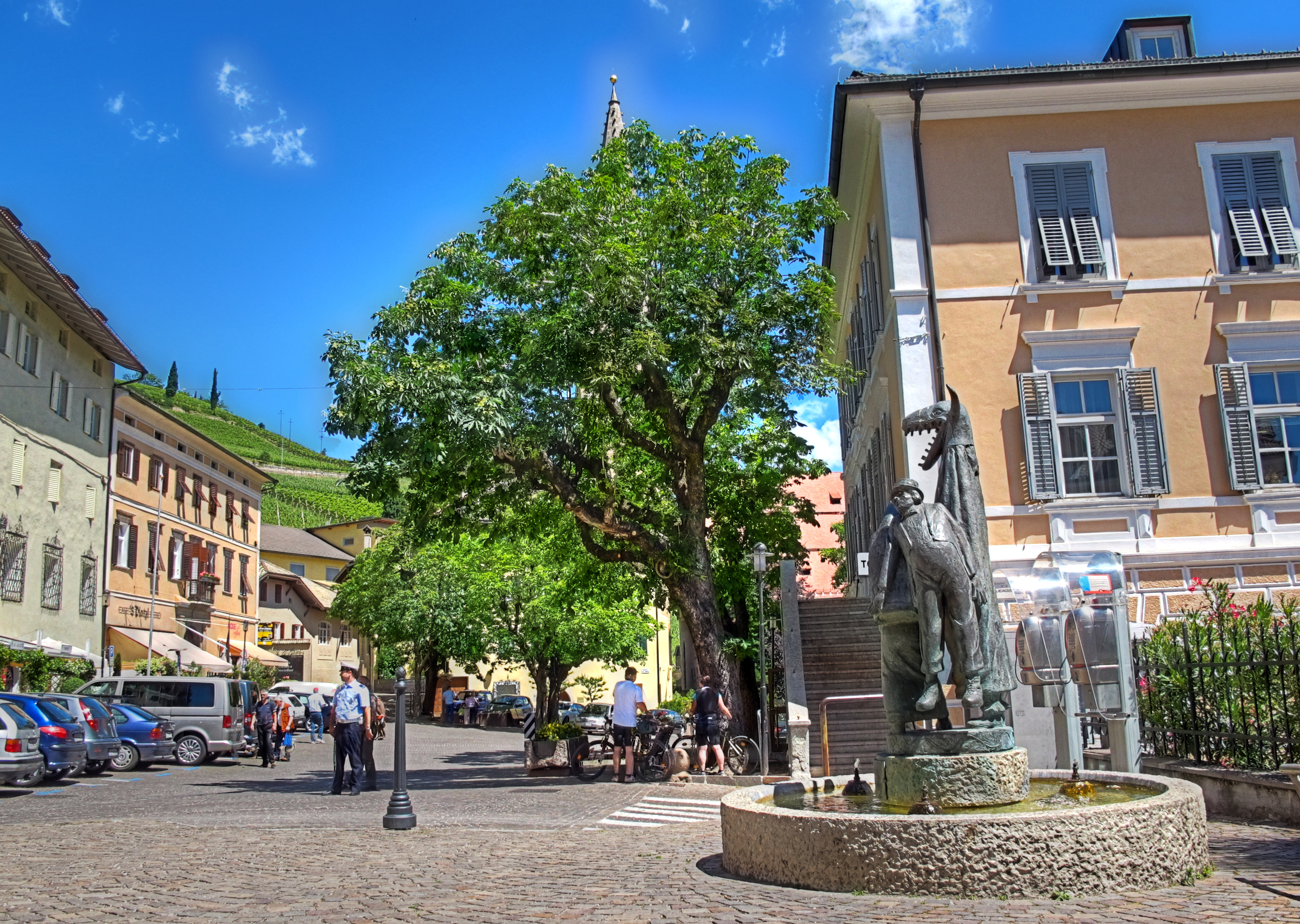
Dorfplatz mit Rathaus und Egetmann-Brunnen

Bürgermeister seit 1952:
- Franz Stofferin: 1952–1956
- Fritz Morandell: 1956–1969
- Oswald Oberhofer: 1969–1985
- Erwin Bologna: 1985–1995
- Meinrad Oberhofer: 1995–2000
- Werner Dissertori: 2000–2015
- Wolfgang Oberhofer: seit 2015

## Bevölkerung
Tramin ist gemäß den erhobenen Sprachgruppenzugehörigkeitserklärungen bzw. Sprachgruppenzuordnungserklärungen eine weitgehend deutschsprachige Gemeinde. Als Berechnungsgrundlage der folgenden Prozentwerte wurden die gültigen Erklärungen von Personen mit italienischer Staatsbürgerschaft herangezogen.
| Sprache     | 1981    | 1991    | 2001    | 2011    | 2024    |
| ----------- | ------- | ------- | ------- | ------- | ------- |
| Deutsch     | 96,61 % | 97,11 % | 96,64 % | 96,37 % | 94,99 % |
| Italienisch | 3,32 %  | 2,75 %  | 3,20 %  | 3,44 %  | 4,69 %  |
| Ladinisch   | 0,07 %  | 0,14 %  | 0,17 %  | 0,20 %  | 0,32 %  |

## Bildung
Tramin ist Sitz eines deutschsprachigen Schulsprengels. Dieser umfasst auf dem Gemeindegebiet eine Grundschule und eine Mittelschule. Dem Sprengel angeschlossen sind auch die drei Grundschulen der Nachbargemeinde Kurtatsch.
In Tramin ist zudem die Fortbildungsakademie Schloss Rechtenthal des Landes Südtirol angesiedelt, die in erster Linie als Fort- und Weiterbildungsstätte für Lehrpersonen in Schulen und pädagogische Fachkräfte in Kindergärten dient.

## Wirtschaft

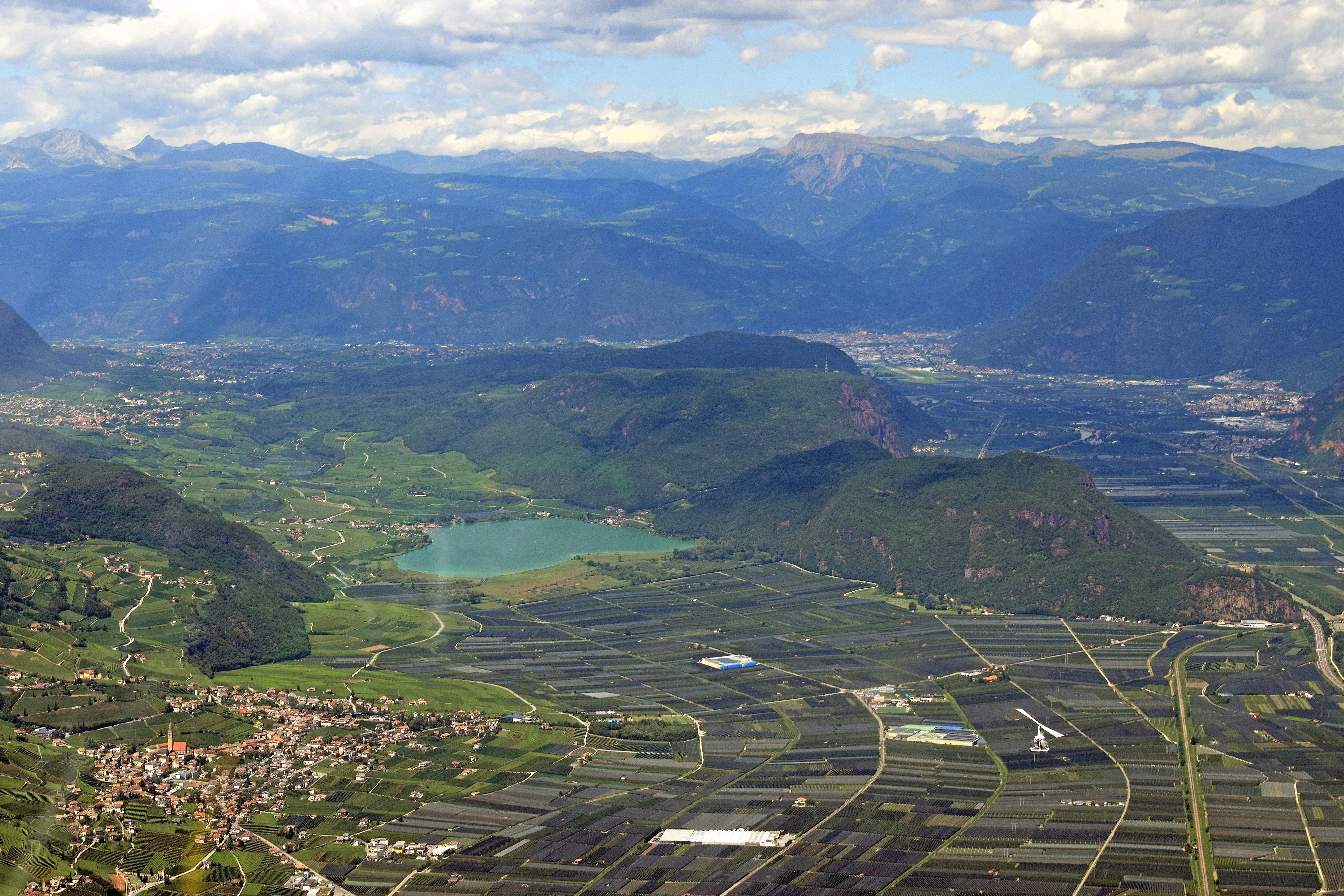
Tramin (links unten) mit Blick zum Kalterer See und weiter nach Norden

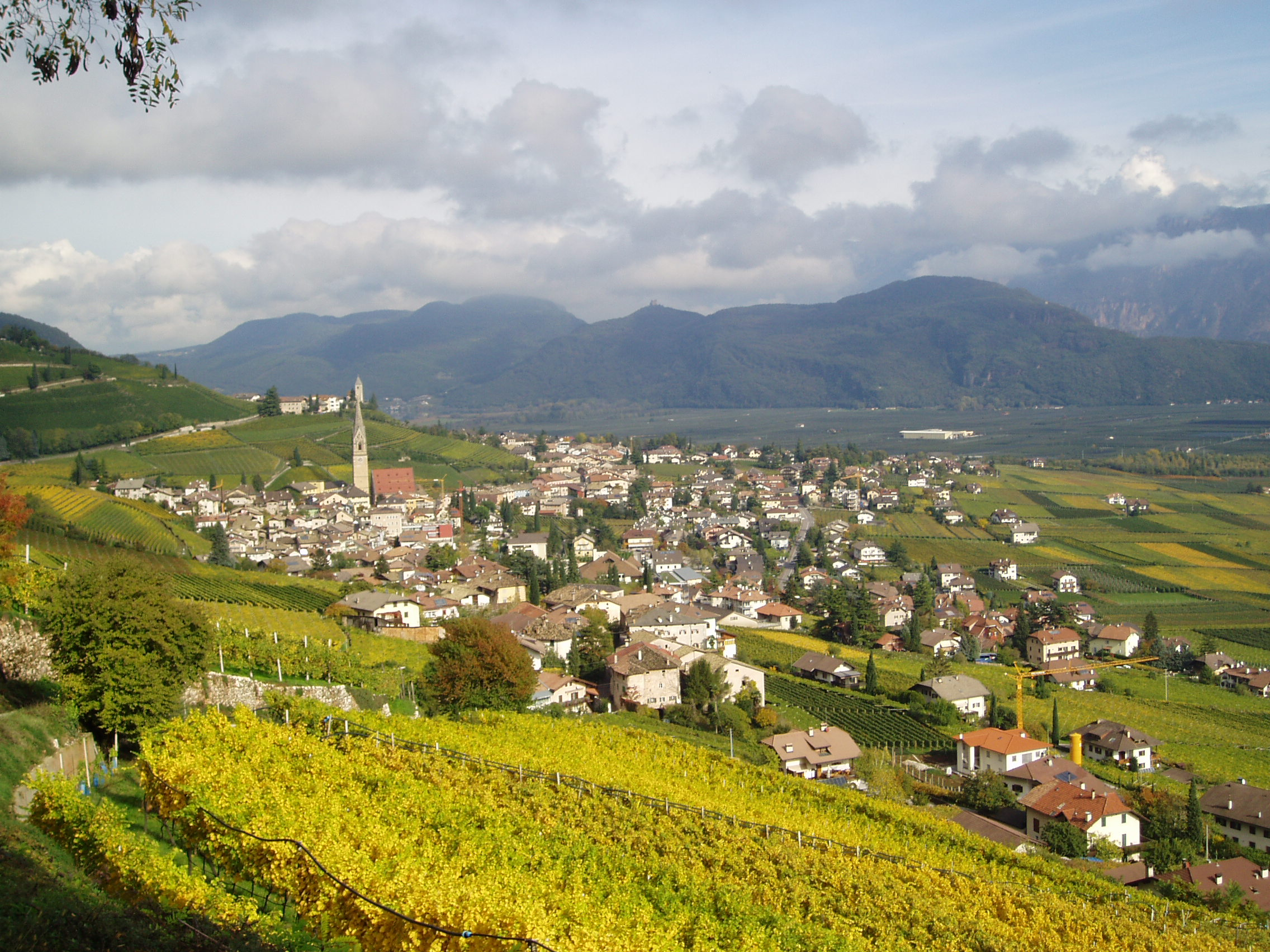
Blick auf Tramin

Wichtige Wirtschaftszweige sind der Weinbau auf den sonnigen Hängen (Leiten), der Obstbau, der vor allem auf dem im 18. Jahrhundert trockengelegten Traminer Moos in der Talsohle betrieben wird, und der Tourismus.

## Sehenswürdigkeiten

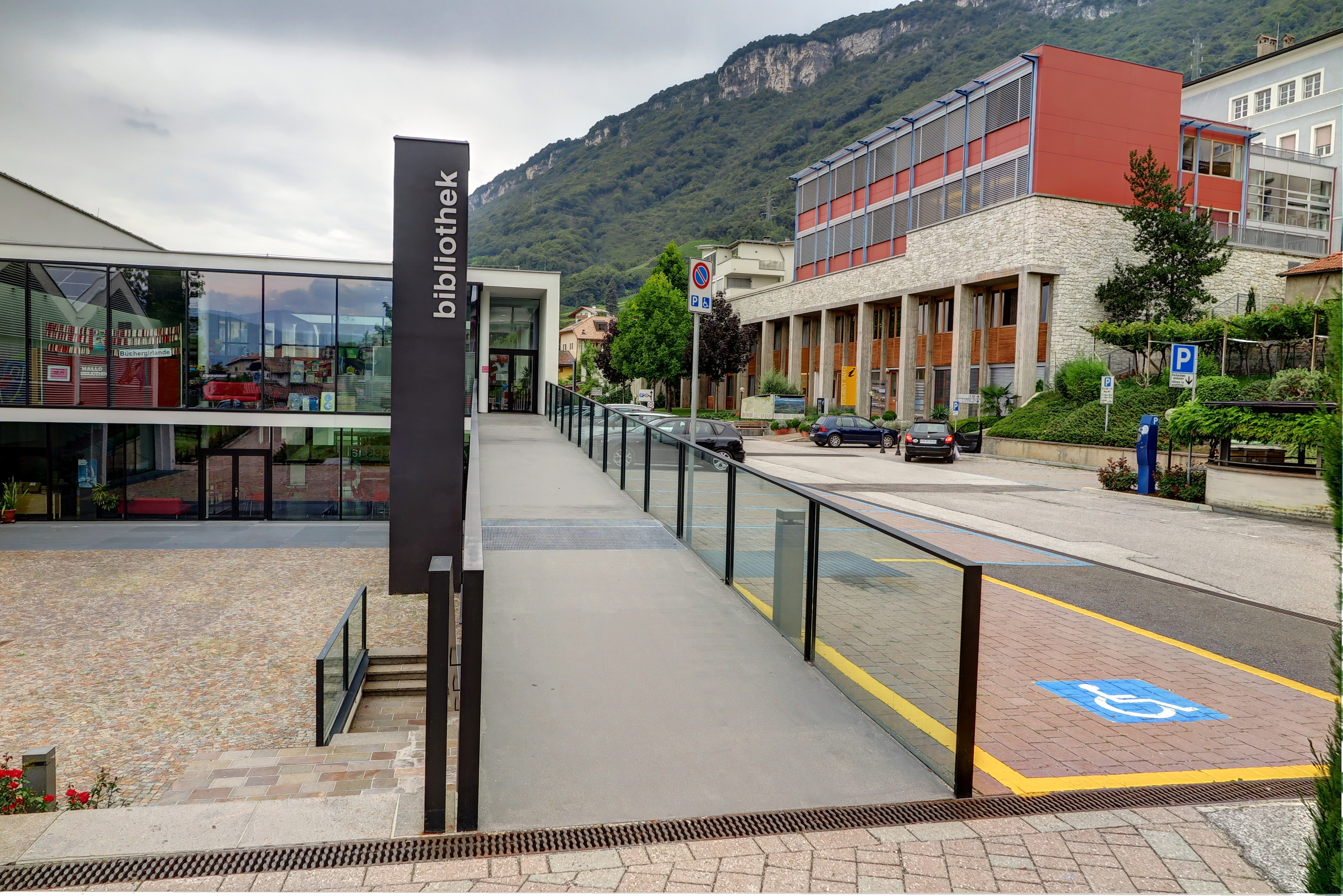
Bibliothek und Tourist-Info

Die prächtig ausgeschmückten Kirchen zeugen von der wirtschaftlichen Bedeutung der Marktgemeinde  im Spätmittelalter.
- Pfarrkirche St. Quirikus und Julitta: Weithin sichtbares Wahrzeichen von Tramin sind der 1492 fertiggestellte, mit 86 m höchste gemauerte Kirchturm Tirols, und die 1911 erbaute Pfarrkirche mit Presbyterium von 1400.
- Ansitz Langenmantel mit Wandmalereien der Trinkstube von Bartlmä Dill Riemenschneider von 1547
- St. Jakob in Kastelaz: Das erhöht über dem Dorfkern gelegene Kirchlein hat sehenswerte romanische Fresken (Bestiarien). Auf der Hügelkuppe oberhalb von St. Jakob stand einst die heute verschwundene Burg Kastellatz.[13]
- St. Valentin am Friedhof: Friedhofskapelle und Valentinskirche.
- St. Mauritius in Söll: Die Kirche besitzt gotische Fresken.
- St. Josef in Rungg: neuromanische Kirche.

## Verkehr
Für den Kraftverkehr ist Tramin in erster Linie durch die Weinstraße erschlossen, die nahe am Dorfzentrum vorbeiführt. Die östliche Seite der Talsohle wird von der A22 und der Brennerbahn durchquert. Auf Traminer Gemeindegebiet befinden sich dort sowohl die Ein- und Ausfahrt Neumarkt-Auer-Tramin der Autobahn als auch der Bahnhof Neumarkt-Tramin.

## Städtepartnerschaften
- Mindelheim (Bayern) ist seit 1994 offizielle Partnerstadt. Zwischen der Stadtkapelle Mindelheim und der Bürgerkapelle Tramin bestehen bereits seit 1958 enge freundschaftliche Beziehungen.
- Rödermark (Hessen) ist seit 1978 Partnergemeinde.
- Schwaz in Nordtirol ist seit 1998 offizielle Partnerstadt.

## Persönlichkeiten
- Alois Menghin (1856–1918), österreichischer Schulmann, Heimatforscher und Schriftsteller
- Kunibert Zimmeter (1872–1952), Autor
- Max Sparer (1886–1968), Maler und Grafiker
- Franz Rellich (1906–1955), Mathematiker
- Richard Menapace (1914–2000), Radrennfahrer